# Saint-Bon-Tarentaise
Saint-Bon-Tarentaise (también denominada  Saint-Bon-Courchevel) era una comuna francesa situada en el departamento de Saboya, de la región de Auvernia-Ródano-Alpes, que el uno de enero de 2017 pasó a ser una comuna delegada de la comuna nueva de Courchevel al unirse con la comuna de La Perrière. El 1 de enero de 2021, la comuna delegada fue suprimida por decisión del concejo municipal de la comuna de Courchevel.

## Demografía
| Gráfica de evolución demográfica de Saint-Bon-Tarentaise entre 1800 y 2014 |
|                                                                            |

Los datos demográficos contemplados en este gráfico de la comuna de Saint-Bon-Tarentaise se han cogido de 1800 a 1999 de la página francesa EHESS/Cassini, y los demás datos de la página del INSEE.